# Johannes Martin Olsen (politiker)
 Der er flere personer med dette navn, se Johannes Martin Olsen (arkitekt).
Johannes Martin Olsen (født 4. oktober 1933 på Strendur) er en tidligere færøsk maskinmester og politiker (fra Sambandsflokkurin).
Han har arbejdet som maskinmester, missionær og forstander ved sømandshjem. Han sad i Lagtinget for Eysturoy fra 1970 til 1988, og sad periodisk (til sammen syv år) i Folketinget som stedfortræder for Pauli Ellefsen og Edmund Joensen fra 1979 til 1998. Olsen var også medlem af Nordisk Råd i nogle år. Han er i dag bosat i Randers i Danmark.